# Manuel Baum
Manuel Baum (ur. 30 sierpnia 1979 w Landshut) – niemiecki trener piłkarski.

## Kariera piłkarska
Baum jako junior występował w zespołach FC Dingolfing oraz TSV 1860 Monachium, a jako senior w FC Ismaning oraz FC Unterföhring.

## Kariera trenerska
Karierę trenera Baum rozpoczął w FC Unterföhring. Następnie prowadził zespół FT Starnberg 09, a w 2014 roku trenował klub SpVgg Unterhaching z 3. Ligi. W 2015 roku prowadził rezerwy FC Augsburg, a w grudniu 2016 objął stanowisko szkoleniowca jego pierwszej drużyny, grającej w Bundeslidze. Zadebiutował w niej 17 grudnia 2016 w wygranym 1:0 meczu z Borussią Mönchengladbach. W sezonie 2016/2017 zajął z klubem 13. miejsce w Bundeslidze.